# Ewa Przybylska (profesor nauk społecznych)
Ewa Małgorzata Przybylska (ur. 19 września 1960) – polska pedagog, profesor nauk społecznych, nauczyciel akademicki Uniwersytetu Mikołaja Kopernika w Toruniu, Szkoły Głównej Gospodarstwa Wiejskiego w Warszawie i innych uczelni, specjalności naukowe: pedagogika dorosłych, pedagogika społeczna.

## Życiorys
W 1995 na podstawie napisanej pod kierunkiem Eugenii Wesołowskiej rozprawy pt. Edukacja kobiet w systemie kształcenia dorosłych Republiki Federalnej Niemiec uzyskała na Wydziale Humanistycznym Uniwersytetu Mikołaja Kopernika w Toruniu stopień naukowy doktora nauk humanistycznych w dyscyplinie pedagogika w specjalności andragogika. Na tym samym wydziale na podstawie dorobku naukowego oraz monografii pt. System edukacji dorosłych w Republice Federalnej Niemiec otrzymała w 1999 stopień doktora habilitowanego nauk humanistycznych w dyscyplinie pedagogika w specjalności andragogika. W 2016 prezydent Andrzej Duda nadał jej tytuł profesora nauk społecznych.
Objęła stanowiska profesorskie w następujących uczelniach:
- Szkoła Główna Gospodarstwa Wiejskiego w Warszawie; Instytut Nauk Socjologicznych i Pedagogiki
- Uniwersytet Mikołaja Kopernika; Wydział Humanistyczny; Instytut Pedagogiki
- Szkoła Wyższa im. Pawła Włodkowica
- Wyższa Szkoła Edukacji Zdrowotnej i Nauk Społecznych; Katedra Pedagogiki[2]

Była kierownikiem Katedry Edukacji Dorosłych Wydziału Nauk Pedagogicznych UMK. Jest wiceprezesem i dyrektorem Polsko-Niemieckiej Fundacji Edukacji Dorosłych.